# Harry Osborn
Harold Theopolis "Harry" Osborn, conosciuto come Goblin II e successivamente come American Son, è un personaggio dei fumetti, creato da Stan Lee (testo) e Steve Ditko (disegni), pubblicato dalla Marvel Comics. La sua apparizione come Harry Osborn avviene in The Amazing Spider-Man (vol. 1) n. 31 (dicembre 1965).
Nella maggior parte degli adattamenti, Harry Osborn è stato il migliore amico di Peter Parker (l'alter ego di Spider-Man) e Flash Thompson, uno degli ex fidanzati di Mary Jane Watson, il figlio di Norman Osborn, il marito di Liz Allan e il padre di Normie e Stanley Osborn. È il secondo personaggio ad assumere lo pseudonimo di Green Goblin mentre uno dei suoi cloni era tra i tanti utilizzatori dell'armatura Iron Patriot nei panni del supereroe American Son. È anche il creatore di Gabriel e Sarah Stacy.
Il personaggio è apparso in molti adattamenti di Spider-Man al di fuori dei fumetti, inclusi vari cartoni animati e videogiochi.

## Biografia del personaggio
Harry è l'unico figlio di Norman Osborn ed Emily Lyman. Le circostanze della nascita di Harry indeboliscono Emily, che muore dopo una lunga malattia. Devastato dall'accaduto, Norman diventa un padre freddo e scostante, che respinge tentativi di Harry di conquistare il suo affetto e spesso lo aggredisce con sfuriate rabbiose. Di conseguenza, Harry trascorre gran parte della sua vita cercando di guadagnare l'approvazione del padre. Norman scambia l'anima del figlio (a insaputa di Harry stesso) con il demone Mefisto in cambio di ricchezza e potere. Ciò porta Harry a essere maledetto per tutta la vita, mentre Norman dimentica l'accordo.
Dopo essersi diplomato al liceo, Harry si iscrive all'Empire State University. Diventa uno studente estremamente popolare per la sua ricchezza, nonostante il suo atteggiamento distaccato; tra la sua cricca c'è l'attraente Gwen Stacy, che è interessata al timido e studioso Peter Parker. Inizialmente Harry prende in antipatia Peter per le attenzioni che gli riserva Gwen e perché scambia il suo comportamento introverso per snobismo, ma successivamente capisce che è semplicemente timido e preoccupato per la salute della sua anziana zia May Parker. I due ragazzi diventano migliori amici, trasferendosi in un appartamento insieme dopo gli studi.
Harry è inconsapevole che sia Peter che Norman conducono una doppia vita: il primo è il supereroe Spider-Man, il secondo il criminale Green Goblin. Prima che Peter diventi amico di Harry, Norman scopre la vera identità dell'Uomo Ragno e cerca di approfittarne per ucciderlo, ma nello scontro successivo perde la memoria e dimentica di essere il Goblin. Peter decide quindi di nascondere le prove che Norman è il Goblin per non ferire Harry.
Durante l'adolescenza, Harry soffre di una grave dipendenza da droghe che mette in difficoltà il suo rapporto con gli amici e il padre. Durante uno scontro con il Goblin, Spider-Man riesce a far tornare Norman sano di mente mostrandogli le condizioni di Harry, reduce da un'overdose.

### Il Goblin
Harry viene lasciato da Mary Jane Watson, che non riesce più a reggere il suo stile di vita autodistruttivo. Ciò porta Harry a sprofondare ulteriormente nella tossicodipendenza di anfetamine e Norman decide di curarlo in casa piuttosto che all'ospedale, volendo tenere la questione nascosta. Una serie di ulteriori eventi tragici - la diagnosi di schizofrenia e il rischio di un'imminente bancarotta - spinge Norman al limite e l'uomo indossa nuovamente i panni del Goblin. Cercando di sconfiggere definitivamente Spider-Man, Osborn rapisce Gwen (la ragazza di Peter) per usarla come esca e la getta da un ponte causandone la morte; nello scontro che ne segue, Goblin si impala accidentalmente con il suo aliante nel tentativo di uccidere Parker, evento a cui Harry assiste di nascosto. Harry spoglia il corpo del padre dal costume del Goblin per proteggerne l'identità e, accusando Spider-Man della morte del genitore, giura vendetta contro l'eroe. Harry eredita l'azienda del padre e riesce a rimetterla in sesto; un giorno scopre casualmente il costume di Spider-Man nell'appartamento di Peter e capisce che il suo migliore amico è l'Uomo Ragno. Indossa quindi il costume di Norman per affrontare Spider-Man come secondo Goblin.
Peter evita lo scontro per non dover ferire il suo amico, riuscendo a farlo arrestare dalla polizia. Preso in custodia, Harry cerca di rivelare la vera identità di Spider-Man, ma viene creduto pazzo e affidato alle cure dello psicologo criminale Bart Hamilton, il quale usa l'ipnosi per spingerlo a confessare il segreto della sua doppia identità e per far dimenticare a Harry di essere stato il Goblin. Dopodiché, Hamilton fa irruzione in uno dei nascondigli di Harry per rubare le sue attrezzature e diventare lui stesso il terzo Goblin. Harry viene rilasciato e dichiarato guarito; una commozione cerebrale gli fa perdere la memoria riguardo alla vera identità di Spider-Man, quindi torna amico di Peter.
La vita di Harry sembra ristabilirsi: la sua azienda genera profitti e lui inizia una relazione con Liz Allan dopo averla incontrata al matrimonio di Betty Brant e Ned Leeds. Qualche tempo dopo i due si sposano e hanno un figlio, Normie, chiamato così in onore di Norman, e Harry partecipa al matrimonio di Peter e Mary Jane. Tuttavia, i ricordi del Goblin cominciano a riaffiorare quando Harry viene ricattato da Roderick Kingsley, l'Hobgoblin, che gli fa recapitare un pacco contenente le prove che Norman fosse l'originale Goblin. Roderick smette di importunare Harry quando si rende conto che ha già prelevato tutto il materiale dai nascondigli di Norman, ma Harry è costretto a indossare i panni del Goblin in diverse occasioni, tra cui una per sconfiggere Jason Macendale, il secondo Hobgoblin, in cerca della formula Goblin che ha conferito a Norman una forza sovrumana. Harry prende in considerazione la possibilità di usare la personalità di Goblin per iniziare una carriera da supereroe, ma Peter lo convince che tale ruolo ha una reputazione troppo negativa. Harry decide quindi di dimenticare nuovamente il Goblin per concentrarsi sul lavoro e sulla famiglia.

### La morte
La vita serena di Harry viene stravolta quando gli effetti collaterali di Inferno distruggono la barriera del subconscio di Harry, che recupera i ricordi della sua identità del Goblin e del suo odio per Spider-Man e si convince che Peter provi risentimento nei suoi confronti per la stabile vita familiare che ha sempre avuto, mentre Peter sarebbe stato rifiutato dai suoi genitori e tutori (nonostante sia il contrario). Pertanto, Harry approfitta della fiducia che l'amico nutre nei suoi confronti per catturarlo e torturarlo psicologicamente con dei gas allucinogeni. Ancora insoddisfatto, pensa di uccidere Spider-Man, ma all'ultimo non si dimostra in grado di farlo.
Indagando sugli appunti del padre e nei suoi nascondigli, Harry recupera e ingerisce la formula del Goblin, per acquisire una forza sovrumana. Poi rapisce sua moglie, suo figlio e suo cognato Mark Raxton, portandoli in una vecchia villa di famiglia per terrorizzarli. Raxton riesce a segnalare la loro posizione a Spider-Man, che li rintraccia e sconfigge il Goblin, consegnandolo alla polizia. Peter convince Osborn a farsi curare psichiatricamente dalla dottoressa Ashley Kafka, ma alla fine viene trasferito in un carcere di massima sicurezza, salvo essere rilasciato dopo poche settimane per mancanza di prove.
Harry scopre che Norman aveva sviluppato una versione superiore della formula Goblin, che non era riuscito a testare prima della sua morte. Harry la assimila e, in un altro scontro con Spider-Man, riesce a drogarlo, progettando di ucciderlo e di morire con lui tramite degli esplosivi. Realizza però che anche Mary Jane e Normie si trovano nell'edificio che intende far saltare in aria, quindi rinsavisce e salva i due e Peter, subito prima di morire tra le braccia dell'amico per gli effetti collaterali del siero.

### Dopo la morte
Prima di morire, Harry crea un sistema informatico che riproduce la sua mente e quella di Norman. Dopo la morte di Harry, il sistema si attiva e rapisce Normie con l'intento di sottoporlo al siero del Goblin (lo stesso che ha ucciso Harry) per trasformarlo nel supercriminale. Tale facsimile di Harry, che possiede anche dei droni robotici dalle fattezze di Goblin femminili, viene distrutto da Spider-Man e Molten, che salvano così Normie. Sempre prima del suo decesso, Harry impiega il Camaleonte per costruire due copie dei genitori di Peter, con l'intento di tormentarlo. I cloni "muoiono", rivelandosi falsi, e Peter, distrutto, quasi uccide il Camaleonte, salvo poi scoprire una registrazione di Harry nella quale rivela il suo ruolo nel complotto e prende in giro Peter. Ciò porta Parker a impazzire temporaneamente per lo shock, rinsavendo grazie al suo clone Ben Reilly.
Qualche tempo dopo, Peter si imbatte in un'altra versione digitale della mente di Harry, un ologramma creato da un gruppo di Scrier ribelli con tutte le informazioni disponibili su di lui, nella speranza di usarlo per manipolare Normie. La copia di Harry rifiuta di trasformare suo figlio in un assassino e aiuta Spider-Man a sconfiggere i criminali. Poi spiega a Normie che Spider-Man non è un nemico e ringrazia Peter per l'aiuto che gli ha dato nel corso degli anni, subito prima di sparire dopo aver impedito a uno Scrier superstite di uccidere Normie.

### Ritorno dalla morte
Dopo le manipolazioni della linea temporale da parte di Mefisto, i dettagli della morte di Harry vengono apparentemente rielaborati come falsificati da Mysterio e da Norman, che porta suo figlio in Europa, dove viene tenuto prigioniero in diverse cliniche di "riabilitazione" credendo che Harry sia ricaduto nella tossicodipendenza, convinzione che lo porta a tornare brevemente a indossare il costume di Goblin. Prima delle alterazioni di Mefisto, il corpo di Harry viene riesumato e analizzato, confermando la sua morte. Tuttavia, viene affermato che si tratta di un duplicato genetico fornito da Mysterio per ingannare chiunque avesse indagato.
A un certo punto, Harry viene rilasciato dalla riabilitazione e si riunisce ai suoi amici. Dal momento che Peter ha reclutato il Dottor Strange, Mister Fantastic e Iron Man per aiutarlo a cancellare tutte le prove e i ricordi dell'identità segreta di Spider-Man (tranne con Mary Jane), Harry ricorda le sue azioni come secondo Goblin, ma non ricorda più che Peter Parker è Spider-Man. Il suo matrimonio con Liz Allan crolla e i due divorziano. Harry si impegna in una serie di relazioni, molte delle quali si concludono con rapidi matrimoni e divorzi, tra cui con Lily Hollister. Harry cerca di aiutare il padre di Lily nella sua candidatura a sindaco di New York finanziando la campagna del padre nonostante sia in difficoltà monetarie.
Harry diventa uno dei principali sospettati dell'identità segreta del nuovo Goblin. Harry scopre con furia che suo padre ha ripreso a indossare i panni del Goblin e giura di fermarlo. Harry viene incastrato per dei test atroci condotti su esseri umani, sebbene si proclami innocente, e si riappacifica con Liz, che gli restituisce la fede nuziale. Harry chiede a Lily di sposarlo sulla Statua della Libertà, ma lei rifiuta in quanto incerta; Harry scopre poi casualmente che è Lily è il criminale Minaccia. Lily spiega di aver assunto i suoi poteri attraverso delle sostanze chimiche che ha trovato in uno dei nascondigli del Goblin e accetta la proposta di matrimonio di Harry. Quest'ultimo, indossando i panni del Goblin, interviene in uno scontro tra Minaccia e Spider-Man, salvando l'eroe iniettando a Lily un antidoto che le toglie i poteri. La donna viene incarcerata ma riesce a evadere, lasciando a Harry il suo anello di fidanzamento e un biglietto.

### Dark Reign
Harry viene avvicinato da Norman con l'offerta di un lavoro all'interno degli Oscuri Vendicatori. Harry inizialmente rifiuta, ma accetta dopo aver scoperto che Lily Hollister è incinta. Norman accoglie Harry nella Avengers Tower, volendo trasformare suo figlio nell'eroe American Son. In realtà Harry vuole solo approfittare della situazione per trovare una cura per le condizioni di Lily e del nascituro, ma scopre che si è trattato di uno stratagemma di Norman per convincere Harry a indossare i panni di American Son; inoltre, il padre intendeva far morire Harry in un incidente per aumentare l'indice di empatia del pubblico verso Norman e gli Oscuri Vendicatori. Furibondo, Harry veste i panni di American Son e combatte Norman nella sua armatura di Iron Patriot. Nell scontro, Norman disconosce Harry e afferma di averlo sostituito con un altro figlio. Harry riesce a sopraffare Norman, ma Spider-Man lo convince a non ucciderlo.
Harry inizia a vedere uno psichiatra e, rimasto al verde, si trasferisce nella vecchia stanza di Peter a casa di May Parker e inizia una frequentazione segreta con Amy Reilly, cugina di Peter. Quando May viene corrotta da Mister Negativo, caccia Harry fuori di casa e lui è costretto ad andare a vivere con Mary Jane.

### Heroic Age
Dopo la caduta di Norman, l'armatura di American Son viene rubata e la polizia interroga Harry al riguardo, perché solo qualcuno della stirpe Osborn può usarla. Gabriel Stacy attacca Harry affermando che Norman gli ha dato una vita migliore, ma Harry viene salvato da American Son e portato in ospedale. Una volta ripresosi dalle ferite, Harry indaga su quello che gli è accaduto con la giornalista Norah e vanno a interrogare Norman nel carcere in cui è rinchiuso. Lo trovano consumato dalla follia, che rifiuta di rispondere riguardo a Gabriel; Norman riacquista brevemente lucidità e rivela che Gabriel è suo figlio, quindi fratello di Harry.
Tormentato da quello che ha scoperto, Harry decide di andare a fare volontariato nello stesso posto dove lo fa May Parker, realizzando lungo la strada di essere seguito dall'FBI. Si scopre che è stato Gabriel ad aver rubato l'armatura di American Son e che, dopo essersi sottoposto al siero del Goblin, ha sviluppato una doppia personalità similmente a Norman, che lo porta a parlare con la sua armatura. La doppia identità sostiene che userà American Son per annullare i crimini di Gabriel e, dopo un'intensa battaglia psicologica, Gabriel sembra prendere il sopravvento.
Harry vuole capire i piani di Gabriel e capisce che cercherà di tendergli una trappola rapendo una persona innocente, intuendo che punterà a Norah. La polizia giunge al nascondiglio di Gabriel, ma non riesce a salvare la donna per l'interferenza di American Son. Harry si intrufola in uno dei tunnel segreti di Norman e affronta il fratellastro, riuscendo a salvare Norah. Dopodiché, combatte Gabriel cercando di convincerlo che Norman è malvagio e che è da folli voler seguire le sue orme. Dal momento che Gabriel rifiuta di ascoltarlo, Harry è costretto ad hackerare l'armatura di American Son per far perdere i sensi a Gabriel. I due restano intrappolato in un magazzino in fiamme, ma vengono salvati da Spider-Man. In seguito, Norah si rende conto che Harry ha un problema di dipendenza di droghe e decide di aiutarlo a superarlo.
Lily partorisce il bambino, che viene confermato essere anche figlio di Harry. Spider-Man incoraggia l'amico a crescere il figlio e iniziare una nuova vita con lui; Harry chiama il bambino Stanley e si prepara a lasciare New York con lui. Durante la sua festa di addio, Harry viene avvicinato da un ex agente di polizia che esibisce un tatuaggio dal Goblin e che gli trasmette un messaggio da parte di Norman, portando Harry ad aggredirlo.
Mesi dopo, Harry vive a Seattle con suo figlio, si è rasato e fatto crescere la barba per celare la sua identità.

### All New All Different Marvel
Dopo la sconfitta del Re dei Goblin, Harry e suo figlio Stanley escono dalla clandestinità; Harry adotta il cognome nubile di sua madre, Lyman, e inizia a lavorare alla Parker Industries. I superumani iniziano a scomparire a causa di un super noto come Regent, successivamente identificato come Augustus Roman, direttore della Empire Unlimited. Roman rapisce Betty Brant e Harry, il quale si libera e riesce a contattare Spider-Man, che salva Betty e i superumani catturati e sconfigge Regent.
Quando Norman riprende a terrorizzare New York sotto l'alias di Red Goblin (usando il simbionte Carnage), Harry torna a usare il nome Osborn, determinato a riscattare il nome della sua famiglia e a essere un padre responsabile.

### Kindred
Viene rivelato che, dopo la sua morte, l'anima di Harry viene trasportata all'Inferno, dove incontra Mefisto che lo nomina Principe Goblin. Il demone chiede a Harry perché, sul punto di morte, non abbia detto a Peter quali piani avesse messo in atto per torturarlo anche dopo la sua dipartita; Harry ammette di essersi vergognato e di non averne avuto il tempo. L'anima di Harry viene tenuta all'Inferno per essere torturata dai demoni, mentre un clone dell'uomo torna sulla Terra in seguito agli eventi di Soltanto un altro giorno.
Molti anni dopo, un demone dal nome di Kindred sale di grado e sceglie personalmente Mefisto per aiutarlo a realizzare un piano contro Peter Parker, che ritiene responsabile di un peccato imperdonabile. Kindred incontra Norman Osborn in carcere e Cletus Kasady, la personalità dominante di Norman, gli riferisce che Norman è orgoglioso di lui.
In uno scontro finale con Kindred, Norman rivela che il facsimile di Harry è stato influenzato da Mefisto per tutto il tempo e si scusa con Harry per aver venduto la sua anima. Harry aiuta Peter a combattere e sprona suo padre a mettersi in salvo, venendo ferito mortalmente per proteggere il padre e morendo tra le braccia di Peter. Il Dottor Strange decide di giocare contro Mefisto per il destino dell'anima di Harry, vincendo e liberando l'anima di Harry dal demone, mentre Peter e Mary Jane piangono per la perdita del loro amico.

### Soltanto un altro giorno
Dopo gli eventi del crossover Soltanto un altro giorno è stato rivelato che Harry è riuscito a sopravvivere grazie alle capacità curative del siero che scorre nelle sue vene. La sua assenza negli anni è stata spiegata con un viaggio in Europa. Come tutti, ha scordato l'identità segreta dell'Uomo Ragno a causa della magia di Mefisto. Dopo alcune diffidenze iniziali, Peter ha riallacciato dei rapporti di amicizia ottimali con Harry, amicizia e fiducia che il giovane Osborn ha contraccambiato facendo ricostruire la casa nel Queens di zia May (precedentemente rasa al suolo da Charlie Weiderman, il secondo Molten Man). Fidanzato e promesso sposo di Lily Holyster, ha poi cambiato idea una volta scoperto che lei è il supercriminale chiamato Minaccia.

### Dark Reign: American Son
Durante Dark Reign, Norman chiede a Harry di entrare a far parte degli Oscuri Vendicatori, per diventare un supereroe chiamato American Son, ma il figlio rifiuta. In seguito, Lily torna da lui dicendogli di essere incinta, allora Harry decide di accettare la proposta del padre. Peter si reca alla torre dei Vendicatori travestito da Venom, per scoprire le vere intenzioni di Norman, ma viene tradito da Harry. Osborn, dopo averlo catturato e torturato, gli spiega che Harry non è lì per far parte della squadra, ma per diventare un martire. Intanto, Harry cerca di curare Minaccia dal siero di Goblin, ma la ragazza reagisce violentemente e spiega che il bimbo è in realtà figlio di Norman Osborn. Allora Harry indossa l'armatura di American Son, libera l'Uomo Ragno e affronta il padre. Lily si trasforma in uno nuovo folletto, chiamato Minaccia, molto simile al Goblin originale, ma viene sconfitta da Spidey. Poco dopo, Harry sconfigge il padre ma decide di risparmiarlo e torna alla sua vita. In seguito, Harry viene sfrattato ed è costretto a vivere nel bar che gestisce, allora Peter decide di ospitarlo a casa sua ed Harry comincia un relazione segreta con Amy Reilly, la cugina di Peter.

## Poteri e abilità
Per gran parte della sua vita, Harry non ha avuto superpoteri; dopo essersi esposto alla formula del padre, assumendo il ruolo di secondo Goblin, acquisisce una maggiore forza, astuzia e agilità, oltre che strumenti di avanzata tecnologia tra cui il più famoso è l'aliante armato. In seguito, Harry è uno dei pochi ad aver accesso all'armatura American Son.

## Altre versioni

### Infinity Wars
In questo universo, il padre di Harry, Norman, si fonde con Jack Russel e diventa Goblin by Night. Questa versione di Harry è il migliore amico e partner di Peter Spector (una fusione di Peter Parker e Marc Spector), che opera come il vigilante Arachknight. Harry scopre che Norman è stato maledetto a trasformarsi in un Goblin fuori controllo che, in una delle sue furie omicide, ha ucciso Ben e May e lasciato Peter morente. Arachknight cerca di uccidere Norman per vendicare il massacro dei suoi zii, ma Harry riesce a fermarlo. Cerca di prendersi cura del padre, ma Norman perde nuovamente il controllo e morte Harry, trasmettendogli la maledizione. Harry si tramuta nel nuovo Goblin e fugge via; Norman, ora guarito, giura a Peter che troverà una cura per il figlio.

### Marvel Zombi
In questa versione, Peter va ancora al college e Harry e Gwen sono vivi. Harry, con i suoi amici, viene divorato dai Sinistri Sei zombificati quando vengono teletrasportati in tale realtà.

### MC2
In questa versione, Harry è morto definitivamente e la sua anima non si trova all'Inferno. La sua vedova, Liz, ha una relazione con Franklyn Nelson e cresce Normie, ma in seguito muore per una grave malattia. L'accaduto sconvolge Normie, che, come suo padre e suo nonno prima di lui, indossa i panni del Goblin e giura vendetta contro Spider-Man. Tuttavia, grazie a Spider-Girl, torna sano di mente e pone fine alla faida di sangue tra i Parker e gli Osborn.

### Saga del clone
Si scopre che Harry è la mente dietro le vicissitudini subite da Peter e Ben Reilly nel corso della storia. Dopo essere sopravvissuto segretamente al suo scontro con Spider-Man, ancora fuori di sé per la formula Goblin, Harry porta avanti una campagna di vendetta contro gli Spider-Man con l'aiuto di Kaine. Tra le altre cose, clona il suo defunto padre e si dirige ad attaccare Ben Reilly come Goblin. I suoi piani vengono sventati quando Kaine cambia schieramento e il clone di Norman (che è sano di mente, non essendo stato sottoposto alla formula Goblin) si sacrifica nel tentativo di convincere Harry a fermarsi. Furioso, Harry giura vendetta.

### Spider-Man: La storia della mia vita
La storia segue una continuità alternativa in cui i personaggi invecchiano naturalmente da quando Peter diventa Spider-Man nel 1962.
Nel 1966, Peter fa arrestare Norman per impedirgli di fare altro male come Goblin, quindi Harry eredita la Oscorp. Nel 1977, Harry si fidanza con Mary Jane ma soffre a causa della tossicodipendenza dovuta allo stress per la sua posizione di rilievo e per la prigionia del padre. Norman convince Harry a indossare i panni del Goblin Nero per attaccare Miles Warren e recuperare il suo clone, ma Harry scopre che l'uomo ha clonato anche Peter e Gwen Stacy. Harry capisce che Norman ha voluto clonare Peter perché lo considerava l'erede più degno, e lo attacca. Peter fa capire a Harry che il padre lo sta manipolando, quindi Harry fa esplodere la struttura uccidendo tutti i cloni tranne quello di Parker. Tuttavia, Miles rivela che la Gwen che sta con Peter è in realtà il clone, mentre la vera Gwen è morta nell'esplosione. Devastato dai sensi di colpa, Harry rompe con Mary Jane e le lascia una notevole quantità di denaro prima di scomparire. Nel 1995, Otto Octavius irrompe nella Oscorp e minaccia Harry per ottenere le sue attrezzature e per studiare Peter e il suo clone, Ben, così da riuscire a clonare se stesso. Nello scontro che ne segue, Harry si sacrifica per salvare Peter e muore tra le sue braccia scusandosi per la sua debolezza nei confronti di Otto e di Norman, nonostante Peter lo rassicuri. Si scopre che è stato Norman a permettere a Otto di entrare nella Oscorp; quando Peter gli comunica la morte del figlio, per lo shock l'uomo muore per infarto.

### Spider-Gwen
In questa versione, Harry Osborn è un emarginato sociale al liceo che è costantemente bullizzato o a causa di una voce secondo la quale avrebbe cercato di bruciare la sua vecchia scuola; in particolare, a prenderlo di mira è Flash Thompson, che lo soprannomina "Goblin". Provando pena per lui, Gwen Stacy e Peter Parker diventano suoi amici, finché Harry chiede a Gwen di andare con lui al ballo di fine anno, facendo arrabbiare Peter. Harry vede Parker trasformarsi in Lizard, combattere Spider-Woman e morire. Sentendosi in colpa per l'accaduto, scompare da scuola per due anni. Torna una notte e dice a Gwen di essersi arruolato nell'esercito e nello SHIELD con l'intenzione di vendicare Peter abbattendo Spider-Woman, che lui colpevolizza per la morte dell'amico. Durante lo scontro con la supereroe, assume il siero di Lizard, ma scappa dopo aver scoperto che Spider-Woman è Gwen. Viene inseguito dallo SHIELD; dalla Mano, Wolverine e da Shadowcat prima di trasformarsi completamente in Lizard. Scoprendo che c'è una connessione tra i loro poteri e una misteriosa sostanza datale da Matt Murdock, Gwen riesce a estrarre il siero di Lizard dal sangue di Harry e lo combina con la sostanza, creando il simbionte Venom.

### Spider-Geddon
Durante la trama di "Spider-Geddon", appaiono diverse versioni di Harry Osborn:
- La versione Terra-44145 di Harry Osborn veste i panni di Kobold e combatte suo padre Norman, che indossa il costume di Spider-Man e ha ucciso Peter Parker.[57]
- In un altro universo, Harry è stato morso dal ragno radioattivo al posto di Peter, diventando quindi Spider-Man. Combatte il crimine con Gwen Stacy (che è il Goblin di quell'universo), ma viene ucciso con il padre di Gwen durante uno scontro con l'Uomo Sabbia.[58]

### Ultimate Marvel
In questa incarnazione, Harry Osborn è il ricco figlio di Norman e Martha Osborn, nonché il migliore amico e tutor di Peter Parker alla Midtown High; è uno dei pochi amici di Peter al liceo e il ragazzo di Mary Jane Watson per un certo periodo. Quando Norman assume la Formula OZ, impazzisce, uccide Martha e cerca di uccidere Harry. Quest'ultimo viene inizialmente affidato alla custodia di un parente, ma poi torna sotto la tutela del padre e sottoposto a un trattamento mentale dal dottor Miles Warren per dimenticare gli eventi successi. Durante una battaglia tra Spider-Man, i Sinistri Sei e gli Ultimates davanti alla Casa Bianca, Harry riesce a fermare suo padre e viene preso in custodia dallo S.H.I.E.L.D.. In seguito, Nick Fury lo usa come ostaggio per negoziare con Norman. Harry accusa le persone che lo circondano per la situazione e ciò porta all'emergere della sua personalità oscura, Shaw, che Norman gli ha indotto dopo anni di ipnoterapia. Harry finisce per trasformarsi nella creatura Hobgoblin, ottenendo superforza, pirocinesi e una pelle arancione molto resistente. Durante uno scontro con Spider-Man, Harry cerca di fermarsi, ma Shaw prende il sopravvento finché non viene ferito dai soldati dello S.H.I.E.L.D.. L'organizzazione lo usa nuovamente per attirare suo padre, ma ciò porta a un conflitto nel quale Harry muore. Successivamente, Peter tiene un discorso in onore dell'amico. Viene poi rivelato che la formula OZ ha conferito l'immortalità a Peter e Norman, pertanto è possibile che Harry sia sopravvissuto.

### Ultimate Universe
Quando il Creatore viaggia sulla Terra-6160, la ricrea a sua immagine; in questa realtà, Harry è sposato con Gwen Stacy e l'erede della Oscorp, una delle più grandi aziende della North American Union, un blocco di potere regionale che include gli ex territori degli Stati Uniti. Dopo che i suoi genitori vengono uccisi in un attacco alla Stark Tower orchestrato dal Consiglio del Creatore, Harry viene nominato nuovo CEO.
Dei flashback mostrano che, il giorno dell'attacco, Harry stava parlando con Norman al telefono poco prima della sua morte. Settimane dopo, Harry e Gwen vengono informati che l'eredità della tenuta di Osborn è ora di loro proprietà, ma potrebbe volerci del tempo prima che lui possa consolidare il controllo sulla società. Harry viene quindi convocato per un incontro con Wilson Fisk, il neo-nominato Governatore Ombra di New York, che gli chiede di aiutarlo a prendersi cura di Stark/Stane a causa del vuoto di potere causato dalla caduta degli Stark. Due settimane dopo, Harry, Gwen e il loro dipendente Otto Octavius fanno irruzione in un deposito nascosto di Howard Stark contenente le sue armature, gli archivi e i progetti delle sue tute. Harry crea l'armatura di Green Goblin insieme a Otto usando la tecnologia Stark e, tre mesi dopo, Green Goblin affronta Shocker. Goblin apprende che Shocker ha trovato la sua tuta nell'appartamento di un uomo morto di infarto mentre guardava un messaggio di Iron Lad, venendo a conoscenza della sua ribellione contro il Consiglio e dei suoi tentativi di incitare i superumani alla rivolta.
Come Green Goblin, Harry attacca segretamente Kingpin e combatte il suo controllo su New York. Dopo che Spider-Man salva Green Goblin da Bullseye, il Goblin disattiva le armature delle loro tute, facendo sì che entrambi conoscano la vera identità dell'altro. Ad aprile, Peter Parker e Mary Jane incontrano Harry e Gwen in un ristorante. Rimasti soli, Harry scopre che Peter non ha detto a Mary Jane che è Spider-Man perché ciò la metterebbe in pericolo se qualcuno lo scoprisse. Gli consiglia che "da grandi poteri derivano grandi responsabilità" e di usare il suo dono per fare del bene.
Green Goblin e Spider-Man in seguito sorvegliano il Fisk Building, dove affrontano Wilson Fisk, che si mostra tanto forte fisicamente da riuscire a tenere loro testa, costringendoli a ritirarsi. Successivamente, Goblin, Spider-Man e Octavius fanno squadra per aggiornare le loro tute e tenersi pronti per il ritorno del Creatore.

## Altri media

### Cinema
- Nella trilogia di Sam Raimi, Harry Osborn è stato interpretato da James Franco. Come la sua controparte cartacea, è il figlio dell'industriale Norman Osborn e il migliore amico di Peter Parker.
  - In Spider-Man (2002) appare per la prima volta con suo padre Norman, che lo accompagna per una gita scolastica. Il film stabilisce che Harry è stato cacciato da numerose scuole private, costringendolo ad iscriversi al Liceo Midtown, e che Harry e Norman hanno un rapporto teso. Raggiungendo la classe al momento della gita, Harry presenta il suo amico Peter al padre, che lo prende subito in simpatia. Più tardi Norman partecipa alla sua cerimonia del diploma e si congratula con Harry, prendendosi anche del tempo per consolare Peter dall'omicidio di suo zio Ben e accettandolo calorosamente come un fratello per Harry e quindi come parte della loro famiglia. Qualche tempo dopo la fine della scuola, Harry e Peter vivono in un grande appartamento acquistato da Norman. Nel frattempo, Harry inizia una relazione disfunzionale con Mary Jane Watson, cotta d'infanzia di Peter: Harry ci prova con MJ per impressionare suo padre, mentre è anche evidente che MJ non è veramente interessata a lui. Al secondo tentativo di presentare la ragazza al padre, che ha scoperto la doppia identità di Peter, se ne va improvvisamente e insolitamente insulta MJ, rattristando anche Harry. Mentre la zia May di Peter è in ospedale dopo essere stata attaccata dal Goblin, Harry scopre Peter e MJ in un momento di intimità. Con i sentimenti feriti, Harry va dal padre, dicendogli che aveva ragione, e rivelandogli involontariamente che MJ è il punto debole di Peter. Al termine del film, giura vendetta nei confronti di Spider-Man, credendolo responsabile della morte del padre, ma esprime gratitudine per il fatto che Peter sia l'unica famiglia che gli è rimasta.
  - In Spider-Man 2 (2004) sostituisce il padre come nuovo presidente della Oscorp, riveste il ruolo di antagonista secondario del film. Finanzia il progetto sulla fusione del dottor Otto Octavius, che diventerà il Dottor Octopus nell'incidente avvenuto durante una conferenza. Rimane un amico di Peter ma prova ancora animosità su Spider-Man, arrivando a schiaffeggiare Peter al Planetario perché convinto che conosca e difenda Spider-Man. Alla fine, dopo aver dato ad Octavius una dose massiccia di Tritio per il suo esperimento, scopre sia la doppia identità di Peter che il nascondiglio con l'attrezzatura da Goblin del padre.
  - In Spider-Man 3 (2007) Harry è il secondo protagonista e antieroe del film. Crede ancora che Peter abbia ucciso suo padre e, sottoponendosi agli incrementi di prestazioni psicofisiche (gli stessi utilizzati dal padre), diventa New Goblin. Nello scontro che ne segue Harry viene sconfitto, sbatte violentemente la testa, sviene e perde tutti i suoi ricordi più recenti, tornando per un breve periodo amico di Peter e Mary Jane. Più tardi recupera la memoria e progetta nuovamente di vendicarsi su Peter (reso più forte e aggressivo grazie al costume alieno), ma viene nuovamente sconfitto e rimane sfigurato in un'esplosione. Nello scontro finale Harry inizialmente si rifiuta di aiutare Peter, ma il suo maggiordomo Bernard gli rivela che suo padre si è ucciso da solo e allora corre ad aiutare l'amico. Si sacrifica per Peter, venendo trafitto con il suo stesso aliante da Venom, che lo getta da parte. Peter riesce finalmente a sconfiggere Venom e, dopo aver raggiunto una tregua e un'intesa con l'Uomo Sabbia, trova un Harry gravemente ferito e in fin di vita in basso con Mary Jane. I due amici si perdonano e si riconciliano prima che Harry muoia con Peter e Mary Jane al suo fianco. Entrambi partecipano al suo funerale, con Peter che rimane più di chiunque altro in uno stato di dolore per la morte del suo migliore amico.
  - In Spider-Man: No Way Home (2021) Harry viene menzionato da Parker (qui soprannominato "Peter-Due") davanti a Ned Leeds.
- In The Amazing Spider-Man 2 - Il potere di Electro (2014), il personaggio è interpretato da Dane DeHaan.[71] Qui Harry Osborn è uno dei due antagonisti principali del film, assieme con Electro. All'inizio viene riavvicinato dal padre, in punto di morte, che lo spedì in collegio quando era ancora bambino e non prestandogli attenzione negli anni a venire. Prima di morire, Norman lo informa che la sua malattia è ereditaria e attualmente incurabile; affida al figlio un chip contenente tutto il suo lavoro, così che possa riuscire a trovare una cura. Più avanti si manifestano i primi segni della malattia sul collo di Harry, che scopre una possibilità per poter guarire, ossia il veleno dei ragni ibridati con DNA umano, e allora cerca di persuadere Peter Parker, suo miglior amico, nel tentativo di ottenere il sangue di Spider-Man, poiché ha il veleno del ragno nelle sue vene. Parker credendo che il suo sangue possa ucciderlo prima della malattia, anziché guarirlo, rifiuta ed Harry inizia a covare rancore verso di lui. Grazie all'aiuto della sua segretaria Felicia, scopre che il veleno dei ragni era stato estratto e custodito nei Progetti Speciali della Torre Oscorp, ma i dirigenti e il consiglio di sicurezza lo licenziano (accusandolo ingiustamente di aver coperto l'incidente di Max Dillon / Electro), in modo da poter andare avanti con la ricerca e la vendita di armi biologiche. Harry si allea con Electro e prende il veleno, guarendo dalla malattia ma subendo una radicale mutazione fisica e mentale; poi, indossando un'armatura con un sistema di guarigione artificiale e un aliante fornito di varie armi, diventa Green Goblin. In seguito alla morte di Electro, scopre la verità su Peter e uccide la sua ragazza, Gwen Stacy. Rinchiuso in un manicomio criminale Harry ha gli effetti della mutazione genetica altalenanti ma inizia la creazione di un gruppo di supercriminali con l'aiuto del signor Fiers.

### Cartoni animati
- L'Uomo Ragno (1981): è nominato in un episodio come amico e compagno di classe di Peter.
- Spider-Man - L'Uomo Ragno (1994): è il fidanzato di Mary Jane e odia Peter, convinto che lui glie l'abbia rubata, quando quest'ultima si fidanzerà con Parker. Diventerà Goblin sotto l'influenza del padre (prigioniero in un'altra dimensione) per rovinare il matrimonio fra Peter e Mary Jane, ma tornerà in sé quando Liz Allan rivela di essere innamorata di lui.
- Spider-Man: The New Animated Series (2003)
- The Spectacular Spider-Man (2008)
- Ultimate Spider-Man (2012)
- Spider-Man (2017)
- Il vostro amichevole Spider-Man di quartiere (2025): Harry Osborn appare per la prima volta nella quarta serie animata del Marvel Cinematic Universe. In questa serie, come Norman, sembra essere afroamericano ed è una personalità molto attiva nel mondo dei social network. Harry incontra Spider-Man la prima volta quando quest'ultimo lo salva da un pestaggio con rapina da parte di tre ragazzini. Successivamente incontra Peter durante i tirocini alla Oscorp e infine scopre casualmente il segreto del giovane eroe. Dato il fatto, Norman propone che Harry aiuti Peter da remoto quando lui non può a causa degli affari della Oscorp. La profonda amicizia tra i due fa ingelosire Nico Minoru, diventata la migliore amica di Peter quando lui viene morso dal ragno, tanto che Harry cerca di comprendere e capire la ragazza, divenendo un suo buon amico ma svelando il segreto di Spider-Man alla ragazza per errore. Nel finale della prima stagione, dietro il suggerimento di Nico, Harry pensa di usare la sua fama per istituire un think-tank degli studenti più talentuosi in ambito scientifico in alternativa alla Oscorp.

### Videogiochi
Harry appare nella saga dedicata a Spider-Man sviluppata da Insomniac Games dove è doppiato in inglese da Scott Porter e in italiano da Ruggero Andreozzi. 
- In Spider-Man, come nel fumetto, è sempre il migliore amico di Peter, ma è momentaneamente assente da New York City per via di una lunga vacanza in Europa. Nella scena post crediti si scoprirà che in realtà Harry viene tenuto segretamente in una sorta di criostasi nel laboratorio di Norman, perché affetto dalla stessa malattia degenerativa che portò sua madre Emily alla morte, in attesa di una cura. Inoltre, prima della sua "vacanza", e ispirato dalla propria madre, ha installato diverse stazioni di ricerca per New York, finalizzate a risolvere problemi di inquinamento atmosferico, le quali, però, non sono approvate dalla Oscorp. Peter/Spider-Man, tramite istruzioni lasciate da Harry stesso, dovrà aiutare a dimostrare l'efficienza delle medesime.
- Nella scena post crediti del sequel Spider-Man: Miles Morales, Norman ordinerà a Curt Connors di liberare Harry dal suo stato ibernativo.
- In Spider-Man 2, Harry viene finalmente presentato ai videogiocatori, egli porterà il simbionte di Venom, che nelle prime fasi della storia sembra essere una cura. Egli poi perderà il simbionte a discapito di Spider-Man, che, dopo aver scoperto la vera natura del simbionte, cercherà di distruggerlo. Harry non sarà d'accordo e si farà prendere dal simbionte, che unendosi a lui diventa Venom e un tutt'uno con Harry. Spetta quindi ai due Spider-Man cercare di togliere il simbionte da Harry e salvarlo.

## Accoglienza
Nel 2014, IGN ha classificato Harry Osborn al sesto posto nella lista dei 25 maggiori cattivi di Spider-Man.
Nel 2020, CBR.com lo ha classificato al sesto posto nella lista "Spider-Man: 10 membri più potenti della famiglia Osborn classificati".
Nel 2021, Screen Rant ha incluso Harry Osborn nella lista dei "10 migliori cattivi dell'eredità Marvel che sono stati all'altezza del loro predecessore" e nella lista delle "15 varianti più potenti di Green Goblin nei fumetti Marvel".
Nel 2022, CBR.com ha classificato Harry Osborn al secondo posto nella lista dei "10 migliori cattivi dell'eredità Marvel" e al terzo nella lista delle "10 migliori versioni di Green Goblin dai fumetti".